# Clytie albimargo
Clytie albimargo là một loài bướm đêm trong họ Erebidae.